# Jim Thome
James Howard Thome (Peoria, 27 agosto 1970) è un giocatore di baseball statunitense che ha giocato nel ruolo di prima base, battitore designato e terza base nella Major League Baseball (MLB). È stato introdotto nella National Baseball Hall of Fame nel 2018, al suo primo anno di eleggibilità.

## Carriera
Thome giocò per 22 stagioni nella Major League Baseball dal 1991 al 2012 per sei diverse squadre, in particolare per i Cleveland Indians, durante gli anni novanta. Un prolifico battitore di potenza, colpì 612 fuoricampo durante la sua carriera, l'ottavo risultato di tutti i tempi, con 2.328 valide, 1.699 punti battuti a casa (RBI) e una media battuta di .276. Fu convocato per cinque All-Star Game e vinse un Silver Slugger Award nel 1996.
Thome fu scelto dagli Indians nel Draft MLB 1989 e debuttò nella Major League nel 1991. A inizio carriera giocò come terza base prima di passare in pianta stabile alla prima base. Con gli Indians fu parte di un nucleo di giocatori che guidò il club a disputare due World Series in tre anni a metà degli anni novanta. Thome trascorse con la franchigia oltre un decennio, prima di firmare come free agent con i Philadelphia Phillies nel 2002, con i quali trascorse le successive tre stagioni. Scambiato con i Chicago White Sox prima della stagione 2006, fu premiato come Comeback Player of the Year dell'American League quell'anno, superando quota 500 fuoricampo nei tre anni con la squadra. A quel punto della carriera, problemi alla schiena lo limitarono al ruolo di battitore designato. Dopo avere giocato con Los Angeles Dodgers e Minnesota Twins, fece un breve ritorno a Cleveland e Philadelphia, prima di chiudere la carriera con i Baltimore Orioles. Dopo il ritiro, Thome divenne un dirigente dei White Sox.
Nel corso della sua carriera, la caratteristica primaria di Thome fu la potenza con cui colpiva le palle avversarie. In sei diverse stagioni batté più di 40 fuoricampo e nel 2003 guidò la National League in home run con 47. La sua on-base plus slugging (OPS) in carriera di .956 è la 19ª di tutti i tempi. Nel 2011 divenne l'ottavo giocatore a battere 600 fuoricampo in carriera. Al 2019 è leader di tutti i tempi per walk-off home run con 13.

## Palmarès
- MLB All-Star: 5

1997–1999, 2004, 2006
- Silver Slugger Award: 1

1996
- Leader della National League in fuoricampo: 1

2003
- Numero 25 ritirato dai Cleveland Indians